# 贺兰祥
賀蘭祥（515年—562年1月18日），字盛乐，河南郡洛阳县（今河南省洛阳市东）人，北魏、西魏、北周官员。

## 生平
贺兰祥的祖先与拓跋部同时崛起，贺纥是当时贺兰部的莫何弗，因此以为姓氏，贺纥的后裔中有人以良家子弟的身份镇守武川镇，因此在武川镇安家。贺兰祥的父亲贺兰初真，少年时就有名气，被乡里所看重。娶追尊周文帝宇文泰的姐姐建安公主。527年，賀蘭祥11岁为孤儿，在舅舅家长大，和宇文泰亲近。在軍旅中，常与儒士交谈，教以书传。
宇文泰入关中，賀蘭祥和宇文護在晋陽，後从晋陽入平涼。
532年，17岁为奉朝請，加位威烈将軍。賀蘭祥被提拔为都督，常在宇文泰幕府下。
534年，在宇文泰麾下討侯莫陳悦，迎北魏孝武帝入关中。因前後之功，封撫夷县伯。攻擊東魏潼关，捕获東魏将薛长瑜，又攻下回洛城，凱旋，任左右直長，進爵位为公。
537年，在儀同于謹麾下攻楊氏壁，賀蘭祥先登城，攻克楊氏壁。转任右衛将軍，加持節、征虜将軍。沙苑之战，賀蘭祥留守長安，为鎮西将軍。
538年，率軍战于河橋，因功加使持節、大都督。
542年，转任車騎大将軍、儀同三司、散騎常侍。
543年，在宇文泰麾下与東魏軍进行邙山之战，進驃騎大将軍、開府儀同三司，加侍中。
548年，任都督三荊南襄南雍平信江隨二郢淅十二州諸軍事、荊州刺史，進博陵郡公。在荊州有善政，民情安定、流民有定所、周边少数民族归順。当地有盗墓盗掘風習，他命令掩埋尸骨。公私贈答，一无所受、南梁岳陽王蕭詧贈竹屏風和经書、史書，賀蘭祥难违其意，取而付诸所司。宇文泰後得知，将蕭詧贈物给与賀蘭祥。
550年，任大将軍。建造富平堰，開水路、兴灌漑，利益归于民用。553年，行華州事。後華州改同州，賀蘭祥为同州刺史，任尚書左僕射。
556年，建六官，任小司馬。557年，北周孝閔帝即位，賀蘭祥進位柱国，转任大司馬。賀蘭祥支持宇文護执政，相助軍国事。趙貴被处死，北周孝閔帝被废，賀蘭祥都大力相助。
559年，吐谷渾侵入涼州，賀蘭祥与宇文貴率兵攻擊，擊破吐谷渾广定王、钟留王。攻克洮陽、洪和二城，以地为洮州。凱旋，進涼国公。
保定二年岁次壬午十二月壬申朔廿七日戊戌甲夜（562年1月17日），贺兰祥突遇暴风疾，次日己亥（562年1月18日）去世，虚岁四十八，朝廷赠予使持节、太师、柱国大将军、大都督、同岐泾华宜敷宁陇夏灵恒朔十二州諸軍事、同州刺史，封爵如故，谥号景公，保定二年三月辛丑朔廿日辛酉（562年5月8日）葬于洪突原。隋朝開皇初年贈上柱国。

## 家庭

### 祖父母
- 贺兰乌多侯[1]
- 库狄氏[1]

### 父母
- 贺兰初真，北周追赠使持节、太傅、柱国大将军、常山郡开国公[1]
- 建安郡大长公主，又封凉国太夫人[1]

### 兄弟
- 贺兰隆，北周大将军、襄乐县公

### 夫人
- 恒农刘氏，仪同三司、朔州刺史刘庆之女，赐姓叱何罗氏，贺拔岳外甥女，封阳平郡君，又封博陵国夫人，再封凉国夫人，生有五子[1]

### 子女
- 贺兰敬，鲜卑名揜折罗，北周使持节、柱国大将军、开府仪同三司、大都督、华州刺史、凉国公[1]
- 贺兰让，鲜卑名库莫奚，北周使持节、大将军、仪同三司、大都督、鄜州刺史、河东郡公[1]
- 贺兰璨，鲜卑名吴提，北周开府仪同三司、宜阳县公，建德五年（576年），跟随北周武帝宇文邕出战，在并州阵亡，追赠上大将军，追封清都郡公[1]
- 贺兰师，鲜卑名契单大，娶周明帝宇文毓之女，北周上仪同大将军、幽州刺史、博陵郡公[1]
- 贺兰宽，北周开府仪同大将军、武始郡公，鲜卑名不详，为吐蕃提、厌带提、丘兹提其中之一[1]
- 贺兰吐蕃提[1]
- 贺兰厌带提[1]
- 贺兰丘兹提[1][2]
- 贺兰氏，长女，嫁拓拔氏[1]
- 贺兰氏，次女，嫁达奚氏[1]
- 贺兰氏，三女，嫁㩉拔氏[1]
- 贺兰氏，四女，嫁乙弗氏[1]
- 贺兰氏，五女，嫁拓拔氏[1]
- 贺兰氏，六女，嫁豆卢氏[1]
- 贺兰氏，七女，嫁大野氏[1]

## 外部連結
[在维基数据编辑]
 《周書/卷20》，出自令狐德棻《周書》
 《北史·卷061》，出自李延壽《北史》